# Гоислав
Гоислав (хорв. Gojslav) — король Хорватии из династии Трпимировичей, правивший в 1000—1020 годах совместно с братом Крешимиром.
Гоислав был младшим сыном короля Степана Држислава. После смерти Степана Држислава в 997 году началась междоусобица, Крешимир и Гоислав составили заговор против старшего брата Светослава Суроньи, взошедшего на трон. Они обратились к болгарскому правителю Самуилу с просьбой о помощи. Самуил счёл обращение братьев удобным поводом для вторжения в Хорватию и в 998 году начал войну.
Военные действия были успешными для болгар, Самуил занял и разорил всю Южную Далмацию вплоть до Задара, включая крупные портовые города Трогир и Сплит, после чего вернулся через Боснию в Болгарию. Завоёванную территорию он передал под власть Крешимира и Гоислава. В 1000 году, используя болгарскую помощь, братья свергли Светослава и стали соправителями страны.
Свергнутый король бежал в Венецию, которая вступила в конфликт на его стороне. Венецианский дож Пьетро II Орсеоло в том же 1000 году начал кампанию в Далмации против Крешимира и Гоислава. Венецианские войска взяли Задар, затем Трогир и Сплит, и, наконец, острова Корчула и Ластово; а также хорватскую столицу — Биоград-на-Мору.
Светославу это не слишком помогло, вернуть себе корону он не смог, а после смены власти в Венеции был вынужден бежать с семьёй в Венгрию, где вскоре и скончался.
Дальнейшее правление Крешимира и Гоислава проходило под знаком конфликта с Венецией в бесплодных попытках вернуть Хорватии захваченное венецианцами далматинское побережье. Мир с Венецией был заключён при посредничестве византийского императора Василия II. Далматинские города перешли под формальный контроль Византии, Крешимир и Гоислав, как вассалы Византии, стали их управителями де-юре. На деле постоянная борьба различных сил вокруг важных далматинских торговых городов, в первую очередь Задара, Трогира и Сплита, привела к формированию в этих городах собственной правящей аристократии и их де-факто независимости.
В 1020 году Гоислав был убит Крешимиром при неизвестных обстоятельствах. Это вызвало всеобщее недовольство в стране и вмешательство папского престола, лишившего братоубийцу титула короля. Только после того, как Крешимир поклялся в своей невиновности, титул ему был возвращён, однако его власть была существенно подорвана.